# Epigonus affinis
Epigonus affinis és una espècie de peix pertanyent a la família dels epigònids.

## Morfologia
Pot arribar a fer 14,5 cm de llargària màxima. Set espines i 9 radis tous a l'aleta dorsal. Opercle amb espina. Les aletes pelvianes no arriben fins al mig de l'àrea ventro-anal.

## Hàbitat
És un peix marí, mesobentònic-pelàgic i batidemersal que viu fins als 300 m de fondària sobre el fons marí principalment.

## Distribució geogràfica
Es troba a l'Atlàntic oriental.

## Observacions
És inofensiu per als humans.